# دوبرینتسی
دوبرینتسی (به بلغاری: Dobrintsi) یک منطقهٔ مسکونی در بلغارستان است که در شهرستان ژبل واقع شده‌است.